# オーレンバッハ
オーレンバッハ (ドイツ語: Ohrenbach) は、ドイツ連邦共和国バイエルン州ミッテルフランケンのアンスバッハ郡に属す町村（以下、本項では便宜上「町」と記述する）で、ローテンブルク・オプ・デア・タウバー行政共同体の一員。

## 地理

### 自治体の構成
この町は、公式には7つの地区 (Ort) からなる。このうち小集落や孤立農場などを除く集落を以下に列記する。
- ガイルスホーフェン
- グムペルスホーフェン
- ハーベルゼー
- オーバーシュレッケンバッハ
- オーレンバッハ
- ライヒャルツロート

## 行政

### 議会
オーレンバッハの議会は、首長を含め9議席からなる。

### 紋章
図柄: 青地に、金の城門。門内は赤で、銀の司教杖が描かれる。門の上の金の旗竿から向かって左に、黒い農民靴を描いた銀の旗がなびき、向かって右には左向き（向かって右向き）の、金の嘴を持つサギの頭部。

## 文化と見所

### 建築
- ハーベルゼー城
- ライヒャルツロートの旧ヨハンの騎士修道会

### 年中行事
- ハーベルゼーの屋外ビア・パーティ

## 経済と社会資本
オーレンバッハは、ロマンティック・フランケン観光連盟に加盟している。

### 交通
オーレンバッハは、連邦道B25号線（ロマンティック街道の一部となっている）沿いに位置し、連邦道B470号線やアウトバーンA7号線（インターチェンジ106 - ウッフェンハイム＝ランゲンシュタイナハ）にも近い。

## 引用
1. ↑  https://www.statistikdaten.bayern.de/genesis/online?operation=result&code=12411-003r&leerzeilen=false&language=de Genesis-Online-Datenbank des Bayerischen Landesamtes für Statistik Tabelle 12411-003r Fortschreibung des Bevölkerungsstandes: Gemeinden, Stichtag (Einwohnerzahlen auf Grundlage des Zensus 2011)
2. ↑  Bayerische Landesbibliothek Online